# Cerkiew Świętej Trójcy w Szczepiatynie
Cerkiew Świętej Trójcy w Szczepiatynie – dawna filialna cerkiew greckokatolicka, wzniesiona w 1913 w Szczepiatynie.
Po 1947 przejęta i użytkowana przez kościół rzymskokatolicki jako kościół filialny Świętej Trójcy parafii w Tarnoszynie.
Cerkiew murowana na planie krzyża. W latach 1998–99 ponownie otynkowana. 
Obok świątyni drewniana trójkondygnacyjna dzwonnica z 1890, wpisana do rejestru zabytków w 1997. Konstrukcji słupowo-ramowej, na drewnianych peckach, o uskokowo zwężających się kondygnacjach. Nakryta kopulastym hełmem z kopułką zwieńczoną żelaznym krzyżem.

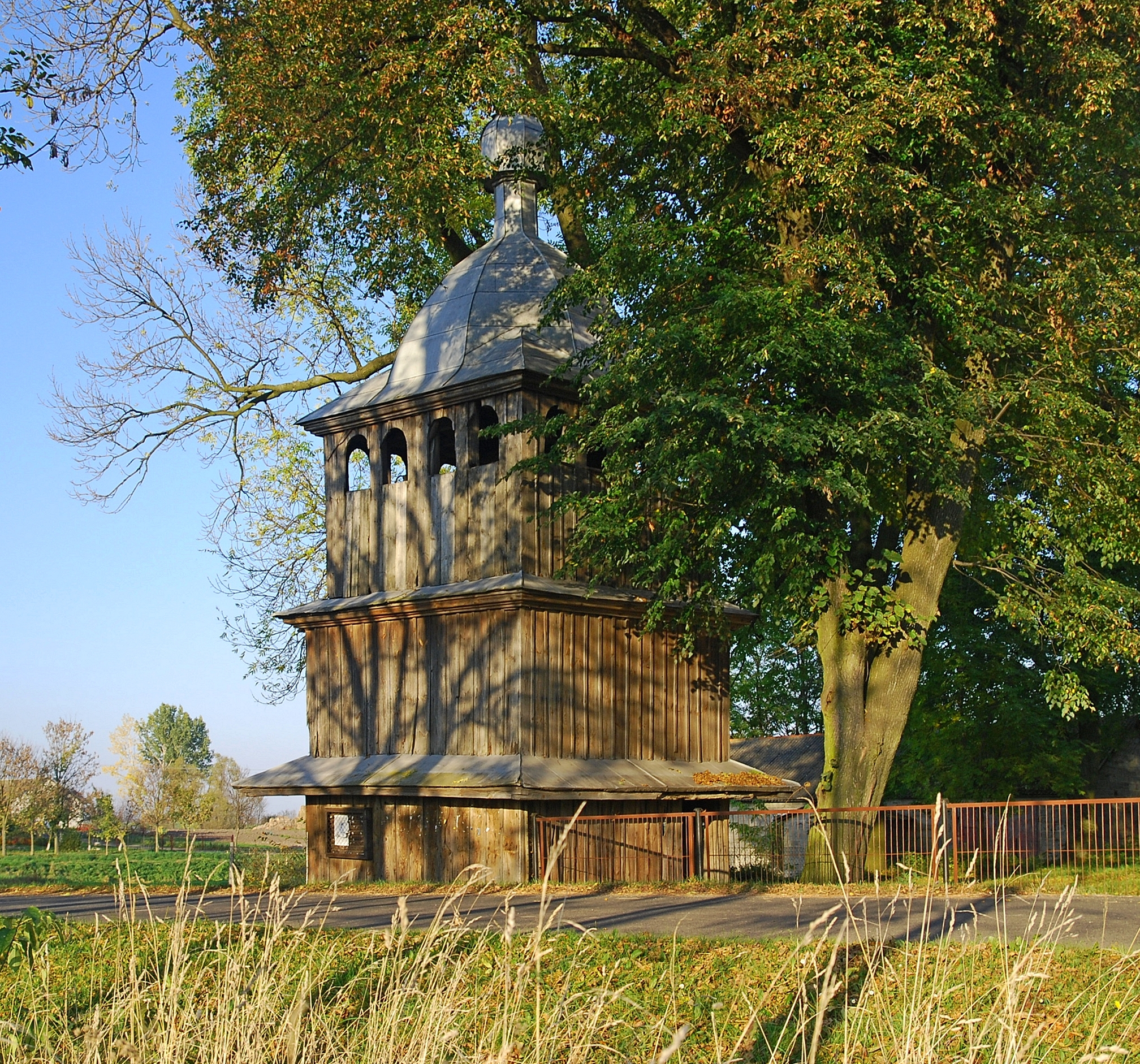
Dzwonnica-widok od strony zachodniej
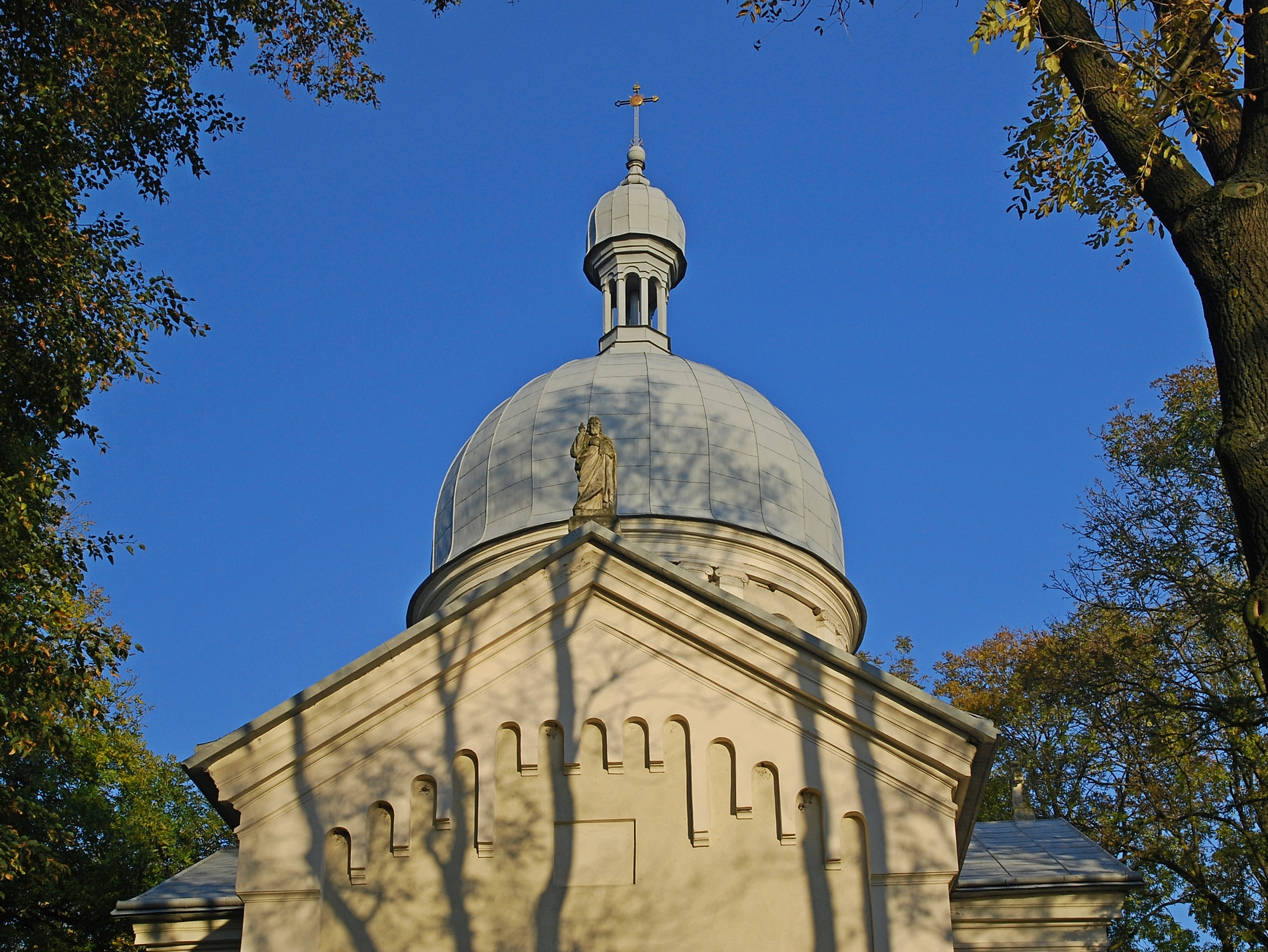
Cerkiew-elewacja zachodnia
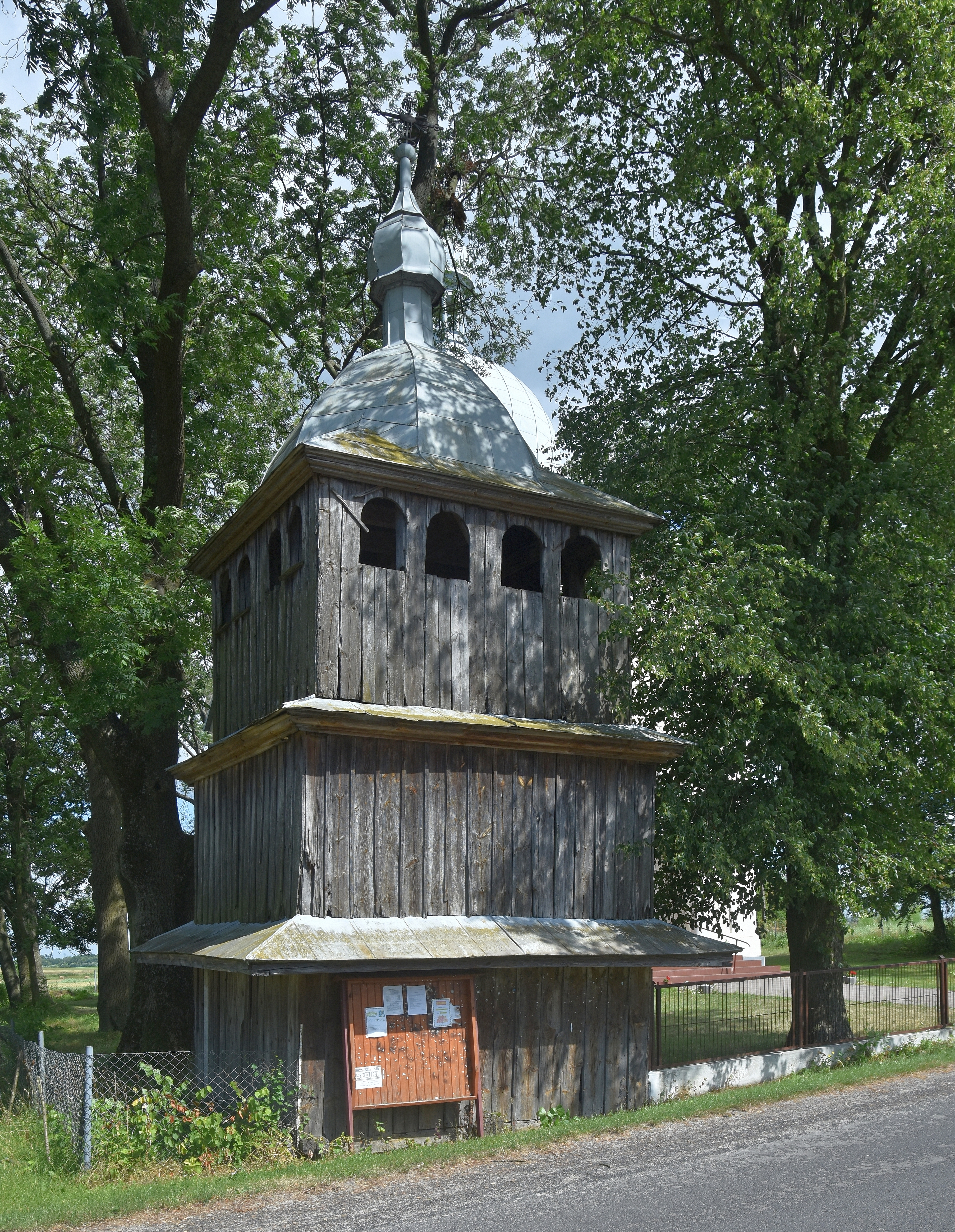
Dzwonnica-widok od strony południowej